# Nongnuth Phetcharatana

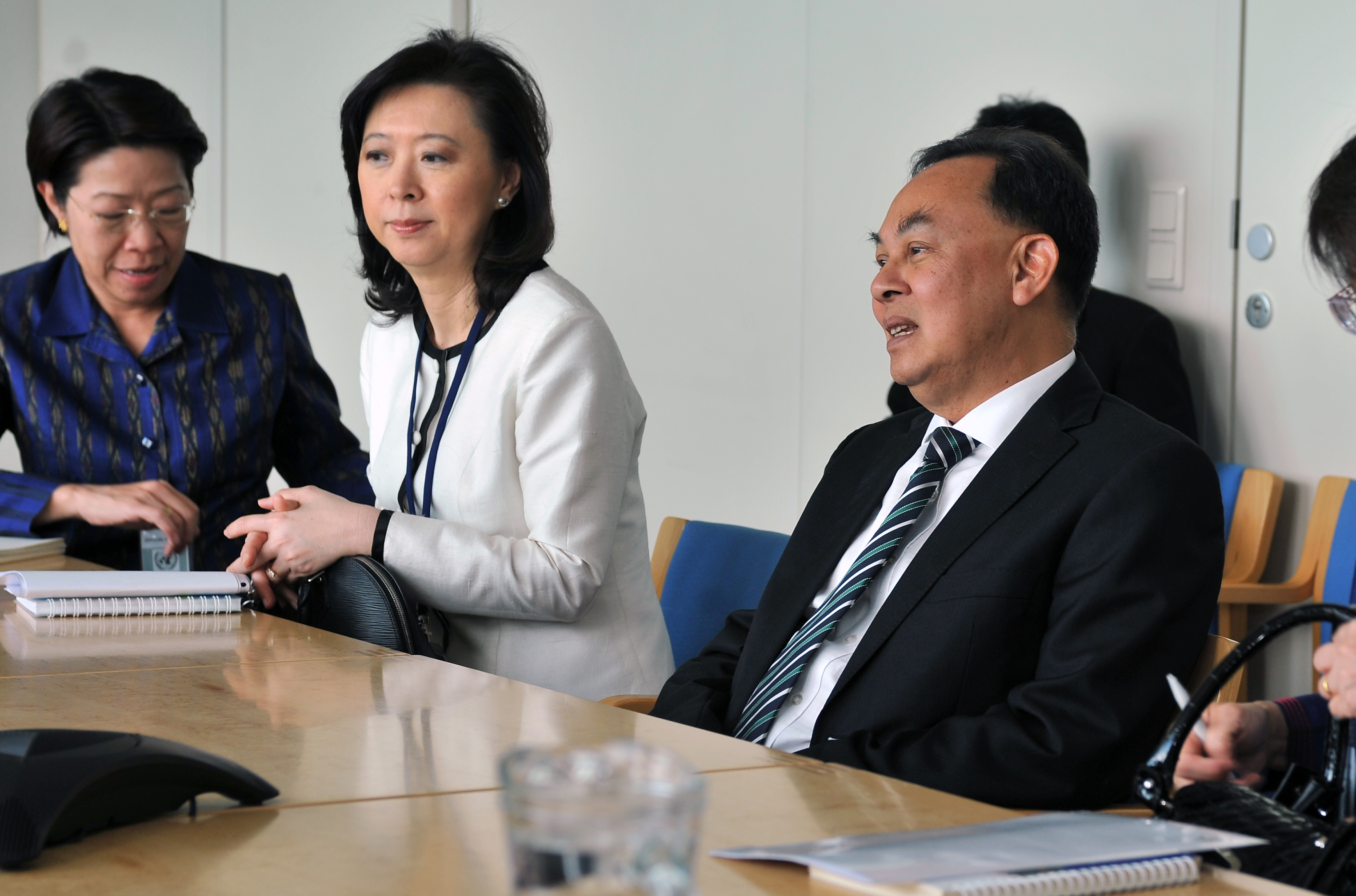
Nongnuth Phetcharatana, 2010

Nongnuth Phetcharatana (thailändisch นงนุช เพ็ชรรัตน์; * 3. August 1957) ist eine thailändische Diplomatin.

## Leben
Sie studierte an der Chulalongkorn-Universität internationale Beziehungen und schloss den Studiengang mit einem Bachelor ab. In den USA erwarb sie in Politikwissenschaften einen Masterabschluss an der Indiana Universität. Nach dem Studium arbeitete sie ein Jahr lang als Journalistin für die Bangkok Post.
Im Jahr 1983 trat sie zunächst als Attaché in den auswärtigen Dienst Thailands ein. Sie arbeitete als dritte Sekretärin im Pressereferat und später als zweite und erste Sekretärin im Referat für Handel und Industrie. 1989 ging sie als Botschaftsrätin an die thailändische Botschaft in Ungarn nach Budapest. Ab 1993 arbeitete sie erneut im Referat für Handel und Industrie, bis sie 1995 die Leitung des Referats für Nordamerika übernahm. Es folgte ein Einsatz im Planungsstab der Europaabteilung.
Eine nächste Auslandsverwendung führte sie 1999 bis 2003 als Botschaftsrätin und Gesandte in die Botschaft nach Washington, D.C. in die USA. 2004 übernahm sie die Leitung der Abteilung für Amerika und den Südpazifik.
2009 wurde sie thailändische Botschafterin in Österreich. Akkreditiert war sie als Botschafterin auch in der Slowakei und Slowenien. Darüber hinaus vertrat sie Thailand bei der Internationalen Atomenergie-Organisation, der Organisation der Vereinten Nationen für industrielle Entwicklung, dem Büro der Vereinten Nationen für Drogen- und Verbrechensbekämpfung und der Organisation für Sicherheit und Zusammenarbeit in Europa (OSZE). Am 14. Juni 2012 übernahm sie das Amt als Botschafter in Deutschland. Im Jahr 2014 wurde sie zur Botschafterin des Jahres gewählt. Botschafterin in Deutschland blieb sie bis 2016.
Sie nahm dann eine Leitungstätigkeit am Devawongse Varoprakarn Institute auf, in dem thailändische Diplomaten ausgebildet werden.